# Khondab
Khandāb o Khondāb (farsi خنداب) è il capoluogo dello shahrestān di Khondab, circoscrizione Centrale, nella provincia di Markazi in Iran. Aveva, nel 2006, una popolazione di 6.982 abitanti. 